# Каблуково (Ивановская область)
Каблуково — деревня в Ильинском районе Ивановской области. Входит в состав Аньковского сельского поселения.

## География
Находится в юго-западной части Ивановской области на расстоянии приблизительно 22 км на юго-восток по прямой от районного центра села Ильинское-Хованское.

## История
Нанесена была на карту еще 1808 года. В 1859 году здесь (тогда деревня в составе Юрьевского уезда Владимирской губернии) было учтено 33 двора.

## Население
Постоянное население составляло 188 человек (1859 год), 60 в 2002 году (русские 95 %), 46 в 2010.